# Cymbidium gaoligongense
Cymbidium gaoligongense је врста орхидеја из рода Cymbidium и породице Orchidaceae. Природно станиште је Кина покрајина Јунан. Нису наведене подврсте у бази Catalogue of Life.